# Karen Fonteyne
Pour les articles homonymes, voir Fonteyne.
Karen Fonteyne, née le 29 janvier 1969 à Calgary, est une pratiquante de natation synchronisée canadienne.

## Carrière
Lors des Jeux olympiques de 1996 à Atlanta, Karen Fonteyne remporte la médaille d'argent olympique par équipes avec Sylvie Fréchette, Karen Clark, Janice Bremner, Christine Larsen, Erin Woodley, Cari Read, Lisa Alexander, Valérie Hould-Marchand et Kasia Kulesza,.